# Куйлуг-Хем
Куйлуг-Хем — річка в Республіці Тива, Росія, права притока Єнісею (3331 км від гирла). Довжина річки становить 26 км, площа водозабору 0 км².